# Ершов, Василий Ефимович
Василий Ефимович Ершов (1868—?) — торговец, депутат Государственной думы II созыва от Пермской губернии.

## Биография

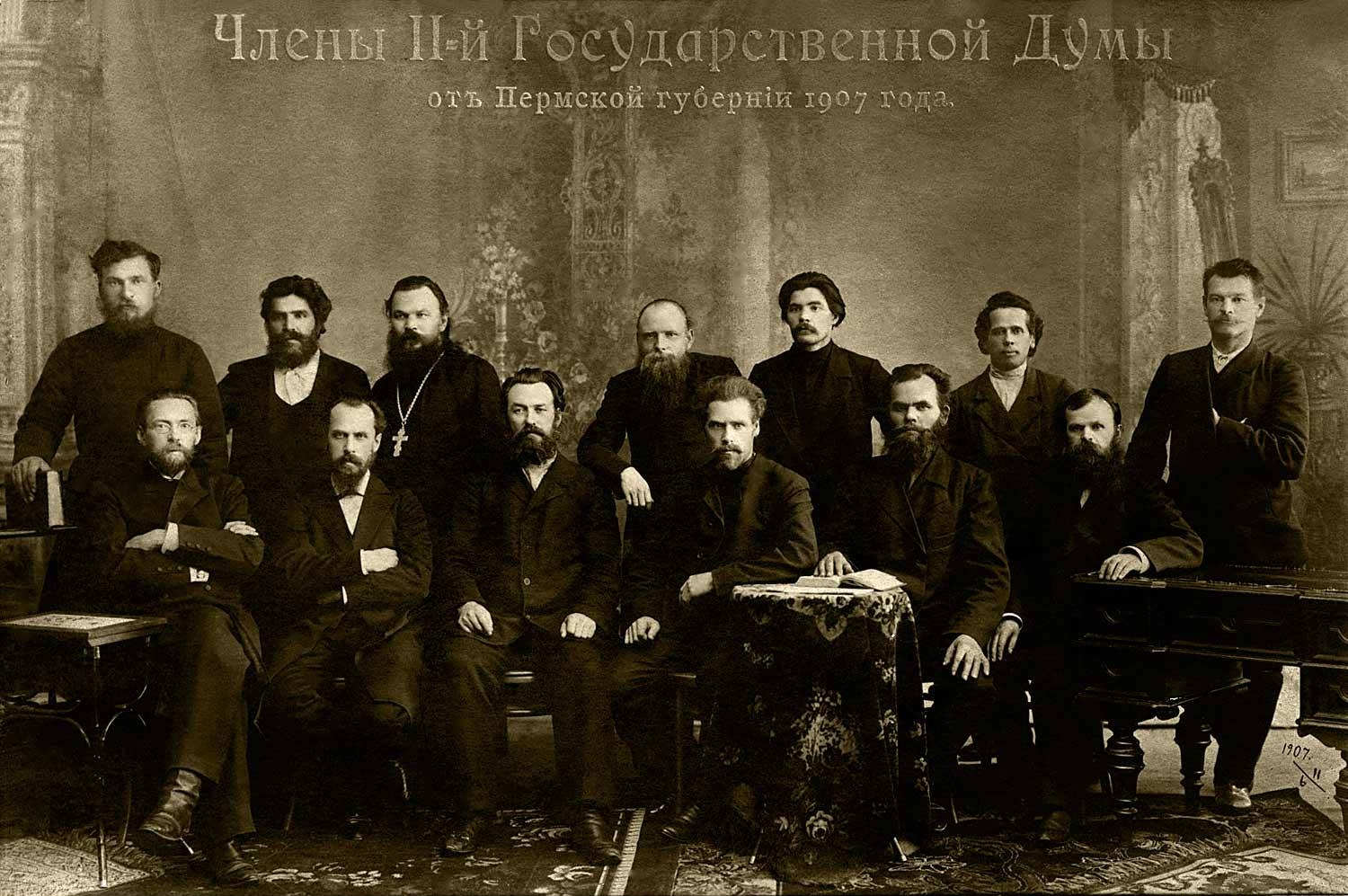
Члены II Государственной думы от Пермской губернии, 1907 год. Сидят: В. Н. Мамин, Г. И. Баскин, Я. Е. Захаров, А. А. Шпагин, Г. И. Кабаков, В. Е. Ершов; стоят: П. А. Зырянов, П. С. Сигов, К. А. Колокольников, Е. А. Петров, В. А. Чащин, Ф. Я. Тимачев, Я. П. Максимов

Принадлежал к мещанскому сословию. По вероисповеданию старообрядец поморского согласия. Имел начальное образование. Занимался торговлей в городе Красноуфимске, при этом принадлежащее ему имущество оценивалось в 10 тысяч рублей и приносило годовой доход до 1 тысячи рублей.
6 февраля 1907 года был избран в Государственную думу II созыва от общего состава выборщиков Пермского губернского избирательного собрания. По одним сведениям, вошёл в состав Конституционно-демократической фракции, по другим — был членом Трудовой группы. Состоял в думской Комиссии о свободе совести. 15 марта 1907 года участвовал в прениях по вопросу о помощи безработным в Уральском горнозаводском округе.
11 декабря 1907 года за участие в беспорядках в Красноуфимске был приговорён к одному году крепости, заменённому позже одним месяцем тюрьмы. Срок отбыл в Красноуфимском арестантском помещении.
Позднее был членом уездного раскладочного присутствия и состоял помощником начальника дружины Красноуфимского вольного пожарного общества.
Судьба после 1915 года и дата смерти неизвестны.

### Архивы
- Российский государственный исторический архив. Фонд 1278. Опись 1 (2-й созыв). Дело 148; Дело 587. Лист 6-9.
- ГАРФ. Ф. 102, 4 делопроизводство, оп. 116, 1907 г., д. 110, ч. 5;